# Les Mères et les Autres Étrangers
Les Mères et les Autres Étrangers est un épisode de la série télévisée d'animation Les Simpson. Il s'agit du neuvième épisode de la trente-troisième saison et du 715e de la série.

## Synopsis
Dans un flashback, Homer part en voyage avec son père pour retrouver sa mère.

## Réception
Lors de sa première diffusion, l'épisode a attiré 3,67 millions de téléspectateurs.